# Prabal Gurung

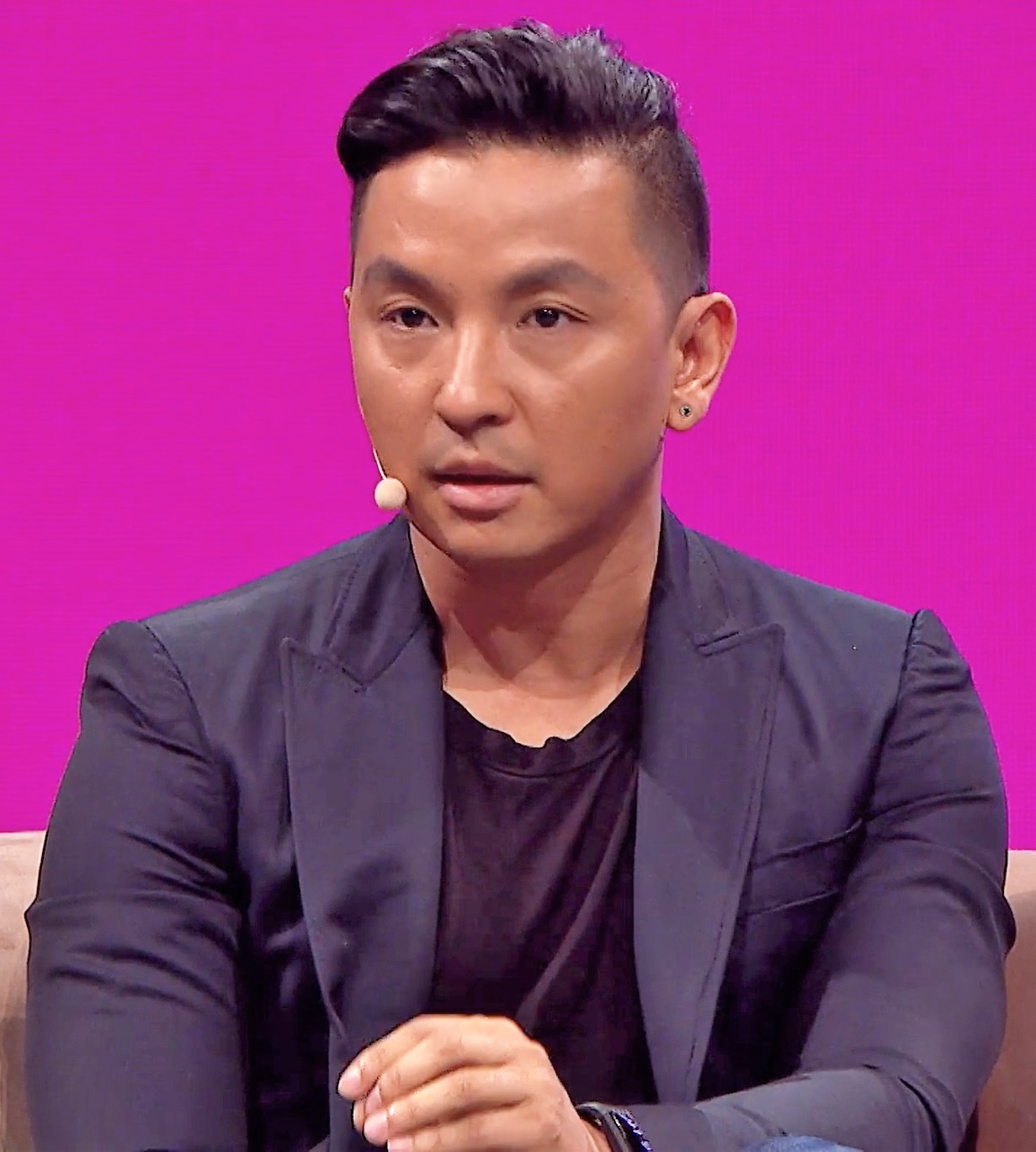
Prabal Gurung

Prabal Gurung (geb. 31. März 1979 in Singapur) (nepal. प्रबल गुरुङ) ist ein nepalesisch-amerikanischer Modedesigner.

## Mode
Gurung startete sein eigenes Label im Jahr 2009. Vorher hatte er für Cynthia Rowley und Bill Blass gearbeitet. Bei Donna Karan absolvierte er ein Praktikum, während er an der Parsons The New School for Design studierte. Seine erste Ausstellung fand auf der New York Fashion Week statt. 2010 bezeichnete ihn die New York Times zusammen mit anderen Designern asiatischer Herkunft wie Alexander Wang, Philipp Lim oder Jason Wu als die Zukunft der Mode.
2013 gestaltete Gurung eine Kollektion unter seinem Namen für die amerikanische Warenhauskette Target. Bekannte Trägerinnen seiner Kleider sind Michelle Obama und Catherine, Duchess of Cambridge. Weitere bekannte Stars, die sich für Auftritte auf dem Roten Teppich von Gurung ausstatten ließen sind Maggie Q, Elettra Wiedemann und Emma Watson.

## Leben
Gurung wurde in Singapur als Kind nepalesischer Eltern geboren und verbrachte seine Kindheit in Kathmandu, Nepal. Er studierte am indischen National Institute of Fashion Technology in Neu-Delhi und entwarf dort seine ersten kommerziell erhältlichen Kleider für das indische Label Manish Arora.
Nachdem Gurung 1999 in die Vereinigten Staaten nach New York City gekommen war, erhielt er 2013 die amerikanische Staatsbürgerschaft.